# Salut, Bonjour !
 (février 2017).
Si vous disposez d'ouvrages ou d'articles de référence ou si vous connaissez des sites web de qualité traitant du thème abordé ici, merci de compléter l'article en donnant les références utiles à sa vérifiabilité et en les liant à la section « Notes et références ».
Salut, Bonjour! est une émission matinale canadienne quotidienne diffusée de 6 h à 10 h, produite par TVA Productions, animée par Ève-Marie Lortie et son équipe et diffusée depuis le 5 septembre 1988, d'abord à Télé-Métropole puis sur le réseau TVA depuis l'automne 1990.
Au programme : un bulletin d'information complet; les prévisions de la météo; les nouvelles culturelles, économiques et sportives; bulletin de circulation, etc. Il y a différentes chroniques chaque matin sur l'alimentation, l'automobile, la santé, le multimédia, la mode, la vie animale et la mise en forme.

## L'équipe
- Ève-Marie Lortie (depuis 2024) - Animation
- Patrick Benoit (depuis 2016) - Circulation
- Sabrina Cournoyer - Culturel
- Philippe-Vincent Foisy - Nouvelles
- Charles-Antoine Sinotte - Sports
- Mathieu Roy - Médias sociaux
- Marie-Andrée Leblond (depuis le 17 mars 2025) - Météo[1].

## Chroniqueurs
- Isabelle Huot - nutrition
- Josée Lavigueur - mise en forme

## Anciens animateurs
- Matthias Rioux et Anne Poliquin (1988-1989)[2]
- Claude Saucier (1989-1991)[3],[4]
- Guy Mongrain (1991-2004)[5]
- Benoît Gagnon (2004-2007)[6]
- Gino Chouinard (2007-2024)

## Anciens chroniqueurs
- Serge Turgeon - revue de presse (1988-)
- Jocelyne Cazin - nouvelles (1989-)
- Pénélope McQuade
- Hélène Laurendeau - alimentation (1992-2004)

## Historique
Télé-Métropole a tenté à plusieurs reprises de produire une émission matinale, dont Bonjour à l'automne 1970 avec Émile Genest, Bonjour Montréal avec Yves Corbeil en 1973, etc., ou encore L'Émission du matin en 1987 avec Claude Mailhot et Louise-Josée Mondoux. Ces émissions débutaient à 8 h pour une durée de 45 minutes à une heure, en fonction des habitudes de l'époque où la radio matinale était plus accessible.
En avril 1989, Télé-Métropole engage Claude Saucier afin de remplacer les deux animateurs, et la formule est remaniée. À l'automne 1990, après l'acquisition des stations du réseau Pathonic, l'émission matinale Café Show est annulée au profit de Salut Bonjour, diffusée en réseau, permettant des décrochages de cinq minutes à l'heure pour les nouvelles locales et les bulletins de circulation.
À l'automne 1995, TVA délaisse les dessins animés du samedi et dimanche matin et programme la matinale Salut Bonjour Week-end diffusée de 6 h 30 à 9 h.
Le 29 novembre 2022, Gino Chouinard annonce en direct qu'il quittera la barre de l'animation à la fin de son contrat en juin 2024. Il aura été l'animateur de la quotidienne pendant 21 ans.
Le 28 novembre 2023 on annonce que ce sera Ève-Marie Lortie qui succèdera à Gino Chouinard à l'animation de Salut Bonjour à compter de septembre 2024. L'animatrice assurait l'animation de l'émission Salut-Bonjour Week-end depuis 12 ans.